# Juan Carlos Ferrero
Juan Carlos Ferrero Donat (* 12. února 1980) je bývalý profesionální španělský tenista.
Jeho největším úspěchem je vítězství v grandslamovém turnaji French Open v roce 2003. V tomtéž roce se také dostal do finále US Open a na 1. místo žebříčku ATP.

## Životopis
Narodil se 12. února 1980 ve městě Onteniente ve Španělsku, nyní žije ve Villeně. V tomto městě má svou tenisovou akademii Equelite- Juan Carlos Ferrero. Ve městě Bocairente otevřel v červenci roku 2007 Hotel Ferrero, čímž naznačil, že by se po skončení profesionální kariéry chtěl věnovat podnikání. Otec se jmenuje Eduardo, matka Rosario zemřela, když bylo Ferrerovi 17 let. Juan má 2 sestry, Anu a Lauru. V roce 1998 byl ve finále juniorského French Open, aby se zde v roce 2003 vrátil a turnaj, tentokrát už mezi dospělými, vyhrál. V tomto roce se dostal i do finále US OPEN a stal se světovou jedničkou. V roce 1999 vyhrál turnaj na Mallorce, v Portugalsku, ve městě Maia a v Neapoli. V roce 2000 pomohl Španělsku vyhrát týmovou soutěž Davis Cup, podíval se do semifinále a zahrál si 2× finále. Roku 2001 vyhrál turnaj v Dubaji, Estorilu, Barceloně, Římě, zahrál si ještě 2× finále a úspěšný rok zakončil turnajem Mistrů. Rok 2002 byl taktéž úspěšný, odvezl si titul z Monte Carla a Hongkongu, hrál finále French Open a podniku v Kitzbuhelu a závěrečného turnaje Mistrů. Rok 2003 byl prozatím bezesporu nejlepší v celé jeho kariéře: hned na 1. turnaji roku, v Sydney hrál finále, ve kterém se rozhodovalo až v tiebreaku 3. setu, následovalo čtvrtfinále Australian Open, opět titul z Monte Carla, semifinále v Barceloně, titul z oblíbené Valencie, semifinále v Římě, které ale musel skrečovat, poté přišel titul z French Open, finále US Open, finále v Bangkoku, vítězství v Madridu, zahrál si na turnaji mistrů a taky finále Davis Cupu, proti Austrálii. Do úspěchů roku 2004 nesmíme zapomenout připočítat semifinále Australian Open, finále v Rotterdamu, semifinále ve Valencii. Rok 2005 a semifinále v Monte Carlu, finále v Barceloně, semifinále v Pekingu a finále ve Vídni. Roku 2006 začal nadějně semifinále v Buenos Aires, pak přišlo až finále v Cincinnati. Rok 2007 přinesl finále v Costa do Sauípe, semifinále v Acapulcu, semifinále v Monte Carlu, čtvrtfinále Wimbledonu a semifinále ve Vídni. Rok 2008 začal fantastickým finále v Aucklandu, porazil Rafaela Nadala na antuce v Monte Carlu. Skrečoval na Roland Garros, ve Wimbledonu i US Open, což se podepsalo na jeho umístění v žebříčku. Ferrero rád sbírá motorky a auta (jeho nejoblíbenější je Renault Spider). Je fanouškem Realu Madrid.

## Finále na Grand Slamu

### Mužská dvouhra: 3 (1–2)
| Stav      | rok  | turnaj      | povrch | soupeř ve finále | výsledek           |
| --------- | ---- | ----------- | ------ | ---------------- | ------------------ |
| Finalista | 2002 | French Open | antuka | Albert Costa     | 1–6, 0–6, 6–4, 3–6 |
| Vítěz     | 2003 | French Open | antuka | Martin Verkerk   | 6–1, 6–3, 6–2      |
| Finalista | 2003 | US Open     | tvrdý  | Andy Roddick     | 3–6, 6–7(2–7), 3–6 |

## Finálové účasti na turnajích ATP World Tour (32)

### Dvouhra - výhry (15)
| Legenda                                                       |
| Grand Slam (1)                                                |
| ATP Masters Series / ATP World Tour Masters 1000 (4)          |
| ATP International Series Gold / ATP World Tour 500 Series (3) |
| ATP International Series / ATP World Tour 250 Series (7)      |

| Tituly dle povrchu |
| Tvrdý (3)          |
| Antuka (12)        |
| Tráva (0)          |
| Koberec (0)        |

| Č.  | Datum           | Turnaj                         | Povrch    | Soupeř ve finále  | Výsledek                |
| 1.  | 19. září 1999   | Mallorca, Španělsko            | antuka    | Àlex Corretja     | 2-6, 7-5, 6-3           |
| 2.  | 4. březen 2001  | Dubaj, Spojené arabské emiráty | tvrdý     | Marat Safin       | 6-2, 3-1, skreč         |
| 3.  | 15. duben 2001  | Estoril, Portugalsko           | antuka    | Félix Mantilla    | 7-6(3), 4-6, 6-3        |
| 4.  | 29. duben 2001  | Barcelona, Španělsko           | antuka    | Carlos Moyà       | 4-6, 7-5, 6-3, 3-6, 7-5 |
| 5.  | 13. květen 2001 | Řím, Itálie                    | antuka    | Gustavo Kuerten   | 3-6, 6-1, 2-6, 6-4, 6-2 |
| 6.  | 21. duben 2002  | Monte Carlo, Monako            | antuka    | Carlos Moyà       | 7-5, 6-3, 6-4           |
| 7.  | 29. září 2002   | Hongkong, Čína                 | tvrdý     | Carlos Moyà       | 6-3, 1-6, 7-6(4)        |
| 8.  | 20. duben 2003  | Monte Carlo, Monako            | antuka    | Guillermo Coria   | 6-2, 6-2                |
| 9.  | 4. květen 2003  | Valencia, Španělsko            | antuka    | Christophe Rochus | 6-2, 6-4                |
| 10. | 8. červen 2003  | French Open, Francie           | antuka    | Martin Verkerk    | 6-1, 6-3, 6-2           |
| 11. | 19. říjen 2003  | Madrid, Španělsko              | tvrdý (h) | Nicolás Massú     | 6-3, 6-4, 6-3           |
| 12. | 12. duben 2009  | Casablanca, Maroko             | antuka    | Florent Serra     | 6-4, 7-5                |
| 13. | 14. únor 2010   | Costa do Sauípe, Brazílie      | antuka    | Łukasz Kubot      | 6-1, 6-0                |
| 14. | 21. únor 2010   | Buenos Aires, Argentina        | antuka    | David Ferrer      | 5-7, 6-4, 6-3           |
| 15. | 1. srpen 2010   | Umag, Chorvatsko               | antuka    | Potito Starace    | 6-4, 6-4                |

### Dvouhra - prohry (18)
| Legenda                                                       |
| Grand Slam (2)                                                |
| Tennis Masters Cup / ATP World Tour Finals (1)                |
| ATP Masters Series / ATP World Tour Masters 1000 (2)          |
| ATP International Series Gold / ATP World Tour 500 Series (6) |
| ATP International Series / ATP World Tour 250 Series (7)      |

| Tituly dle povrchu |
| Tvrdý (9)          |
| Antuka (9)         |
| Tráva (0)          |
| Koberec (0)        |

| Č.  | Datum             | Turnaj                         | Povrch    | Vítěz                 | Výsledek                   |
| 1.  | 13. únor 2000     | Dubaj, Spojené arabské emiráty | tvrdý     | Nicolas Kiefer        | 7-5, 4-6, 6-3              |
| 2.  | 30. duben 2000    | Barcelona, Španělsko           | antuka    | Marat Safin           | 6-3, 6-3, 6-4              |
| 3.  | 20. květen 2001   | Hamburg, Německo               | antuka    | Albert Portas         | 4-6, 6-2, 0-6, 7-6(5), 7-5 |
| 4.  | 15. červenec 2001 | Gstaad, Švýcarsko              | antuka    | Jiří Novák            | 6-1, 6-7(5), 7-5           |
| 5.  | 9. červen 2002    | French Open, Francie           | antuka    | Albert Costa          | 6-1, 6-0, 4-6, 6-3         |
| 6.  | 28. červenec 2002 | Kitzbühel, Rakousko            | antuka    | Àlex Corretja         | 6-4, 6-1, 6-3              |
| 7.  | 17. listopad 2002 | Šanghaj, Čína                  | tvrdý (h) | Lleyton Hewitt        | 7-5, 7-5, 2-6, 2-6, 6-4    |
| 8.  | 12. leden 2003    | Sydney, Austrálie              | tvrdý     | Hyung-taik Lee        | 4-6, 7-6(6), 7-6(4)        |
| 9.  | 7. září 2003      | US Open, USA                   | tvrdý     | Andy Roddick          | 6-3, 7-6(2), 6-3           |
| 10. | 28. září 2003     | Bangkok, Thajsko               | tvrdý (h) | Taylor Dent           | 6-3, 7-6(5)                |
| 11. | 22. únor 2004     | Rotterdam, Nizozemsko          | tvrdý (h) | Lleyton Hewitt        | 6-7(1), 7-5, 6-4           |
| 12. | 24. duben 2005    | Barcelona, Španělsko           | antuka    | Rafael Nadal          | 6-1, 7-6(4), 6-3           |
| 13. | 16. říjen 2005    | Vídeň, Rakousko                | tvrdý (h) | Ivan Ljubičić         | 6-2, 6-4, 7-6(5)           |
| 14. | 20. srpen 2006    | Cincinnati, USA                | tvrdý     | Andy Roddick          | 6-3, 6-4                   |
| 15. | 18. únor 2007     | Costa do Sauípe, Brazílie      | antuka    | Guillermo Cañas       | 7-6(4), 6-2                |
| 16. | 12. leden 2008    | Auckland, Nový Zéland          | tvrdý     | Philipp Kohlschreiber | 7-6(4), 7-5                |
| 17. | 2. srpen 2009     | Umag, Chorvatsko               | antuka    | Nikolaj Davyděnko     | 6-3, 6-0                   |
| 18. | 27. únor, 2010    | Acapulco, Mexiko               | antuka    | David Ferrer          | 6-3, 3-6, 6-1              |

## Davisův pohár
Juan Carlos Ferrero se zúčastnil 16 zápasů v Davisově poháru  za tým Španělska s bilancí 17-6 ve dvouhře a 0-1 ve čtyřhře.

## Postavení na žebříčku ATP ve dvouhře na konci sezóny
| Rok    | 1997 | 1998   | 1999  | 2000  | 2001 | 2002 | 2003 | 2004  | 2005  | 2006  | 2007  | 2008  | 2009  |
| Pořadí | 671. | ▲ 345. | ▲ 46. | ▲ 12. | ▲ 5. | ▲ 4. | ▲ 3. | ▼ 31. | ▲ 18. | ▼ 23. | ▼ 24. | ▼ 55. | ▲ 23. |